# Gotthold Ephraim Lessing
Gotthold Ephraim Lessing (Kamenz, 1729. január 22. – Braunschweig, 1781. február 15.) német drámaíró, kritikus, esztéta, dramaturg, a felvilágosodás szellemi életének kiemelkedő alakja, a modern színházi kritika megteremtője.

## Élete
A szászországi Oberlausitzban, Kamenzben született 1729. január 22-én. Apja Johann Gottfried Lessing evangélikus főpásztor, lelkész (pastor primarius) Kamenz főtemplomában, teológiai művek szerzője, nagy tisztelet vette körül. Anyja Justine Salome, született Feller, férje elöljárójának leánya volt. Gotthold Ephraim a második gyermekként született összesen tizenkét gyermek közül. Az apa a nagy családot csak igen nehezen tudta eltartani.
1737–41 között a Kamenzi Latin Iskolába járt, kora gyermekkorától szeretett olvasni, s Meißenben a Fürstenschule St. Afra növendékeként megtanult görögül, latinul, héberül, majd maga is írni kezdett. 1746 őszén kezdte meg tanulmányait a Lipcsei Egyetem teológia szakán. Hamarosan azonban világi tevékenység kötötte le a figyelmét, táncolni, vívni, lovagolni tanult és a színházért kezdett lelkesedni. Érdeklődését lekötötte az irodalom, a filozófia és a művészetek szeretete.
A Naturforscherben és a rokona, Christlob Mylius által kiadott Ermunterungen zum Vergnügen des Gemüths című lapban megjelentek első versei, fabulái, és verses elbeszélései.
Az ekkoriban újjáéledő lipcsei színház felfigyelt az ifjú Lessingre, s 1748-ban nagy sikert aratva előadták A tudós ifjú című vígjátékát. Az író ezután több komédiát is írt, ám szülei nem helyeselve színházi kapcsolatait hazarendelték. Végül mégis beleegyeztek, hogy orvosi tanulmányokat folytasson, s visszatérhetett Lipcsébe.
Saját és a színház tagjainak adóssága miatt, – melyekért kezességet vállalt – a színház csődje után 1748 nyarán el kellett menekülnie Lipcséből. Rövid wittenbergi tartózkodása után (ahol orvosi tanulmányokat szeretett volna folytatni) végül novemberben megérkezett Berlinbe.
Lessing még nem töltötte be huszadik életévét, mikor végleg az irodalom, a szabad írói pálya mellett döntött. Mylius-szal együtt adta ki a Beiträge zur Historie und Aufnahme des Theaters (Adalékok a színház történetéhez és elterjedéséhez) című folyóiratot. Emellett recenziókat, verseket, színdarabokat írt (Die Juden, Der Freigeist), s főleg angol és francia történelmi és filozófiai műveket fordított. 1751-től a Berlinische privilegierten Staats- und Gelehrten Zeitung irodalmi rovatának vezetője volt.
Apja erőltetett rábeszélésének és egy Voltaire-rel való vitának köszönhetően 1751 végén Wittenbergbe utazott, hogy ott lezárja tanulmányait. 1752 áprilisában a filozófia magisztere lett.
1752 novemberében, orvosi diplomájának megszerzése után ismét Berlinbe költözött: Voltaire és II. Frigyes írásainak fordításával foglalkozott. Ezután belefogott nagyravágyó terve megvalósításába és Theatralische Bibliothek címmel folyóiratot indított. Célja az volt, hogy nem időrendi sorban, de minden idők és minden nép kritikai színháztörténetét bemutassa. A lap az érdeklődés hiánya miatt négy szám után megszűnt, s ettől kezdve Lessing, bár nagyon szűkös körülmények között, csak az írásnak szentelte minden erejét.
1753-1756 között rendkívül termékeny időszak köszöntött az íróra: megjelent írásainak hatkötetes gyűjteménye. Ebben látott napvilágot például a Miss Sara Sampson (1755), az első német polgári szomorújáték, melyet egy Moses Mendelssohnnal való fogadás miatt írt, illetve az Igazolások című esszékötete és a Vademecum Samuel Gotthold Lange úr számára című vitairata. Fontos levelezést folytatott barátaival a tragédia esztétikumáról (később ez Levélváltás a tragédiáról címmel jelent meg).

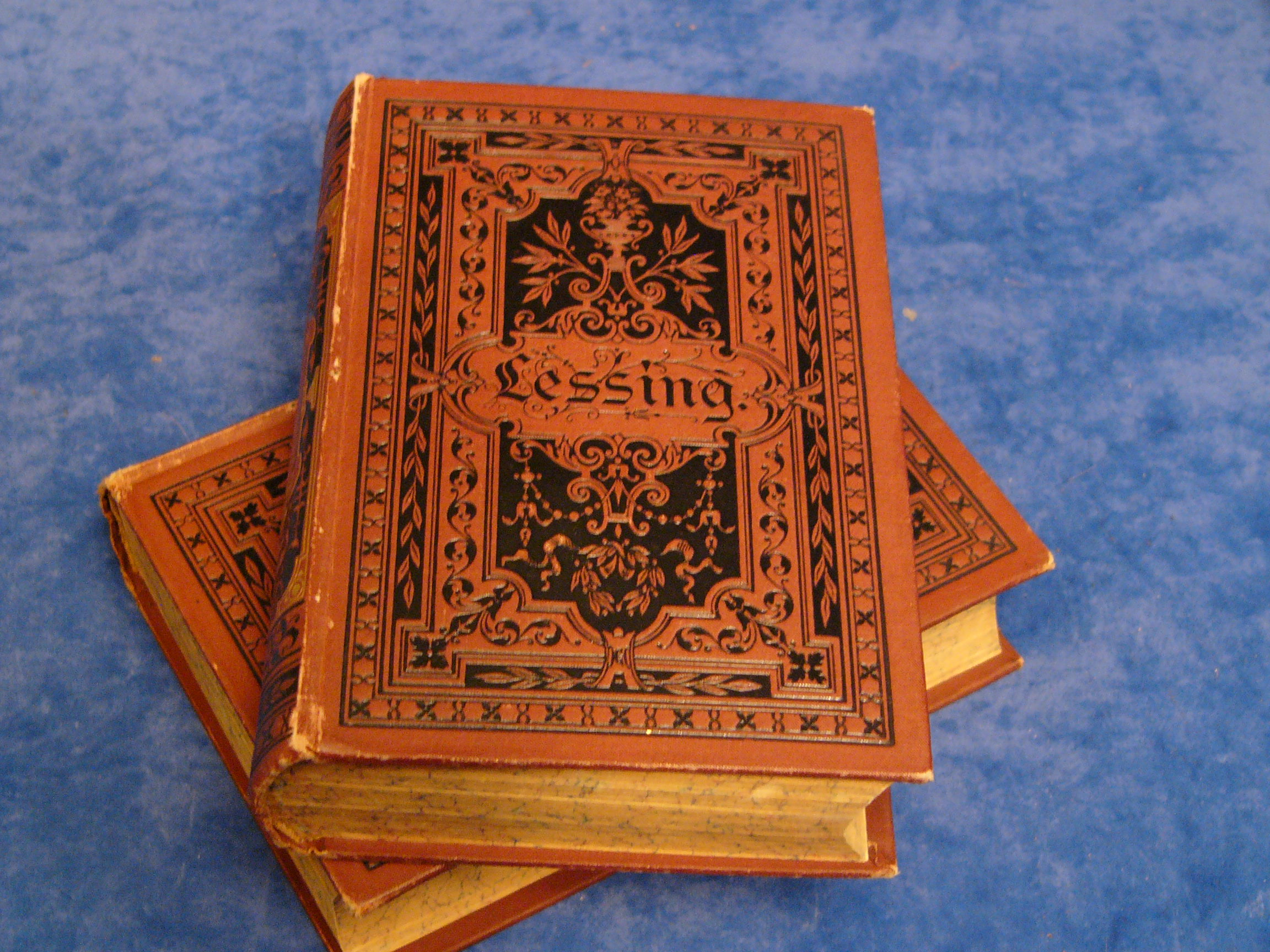
Lessing-összes

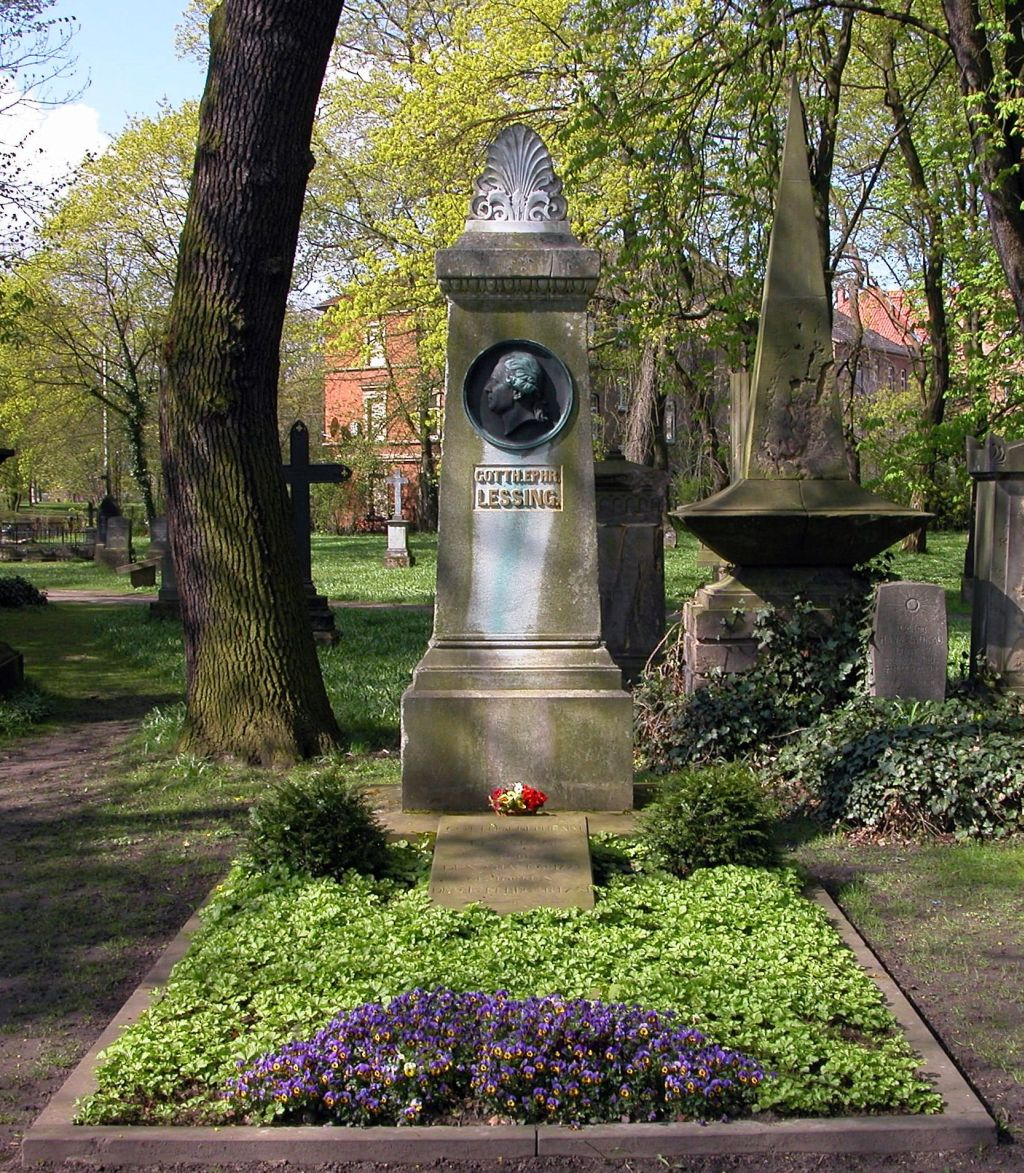
Lessing sírja Braunschweigban

1755 októberében ismét Lipcsébe tartott az író, mivel a gazdag kereskedőtől, Christian Gottfried Winklertől ajánlatot kapott arra, hogy kísérőként járja be vele Európát. A körút azonban rövidre sikeredett, hiszen 1756 augusztusában Amszterdamban meglepte az utazókat a kitörő hétéves háború és vissza kellett fordulniuk. A poroszok közben elfoglalták Lipcsét. Itt kötött ismeretséget Lessing Ewald von Kleisttel.
A rövid lipcsei tartózkodás után 1758 májusában Lessing ismét visszatért Berlinbe. A Briefe, die neueste Literatur betreffend munkatársa lett, s a következő évben megjelent egyfelvonásosa, a Philotas.
Számos tanulmányt írt a kortárs irodalomról. Írásaiban támadta a francia drámaeszményt, s arra ösztönözte az írókat, hogy Shakespeare-t tekintsék mintának. Teret követelt a valódi nemzeti drámának is, amelynek alapját a természet és a valóság iránti hűségben látta. 1759-ben Fabeln című kötetében közreadta állatmeséit, ironikus hangon írva az emberi gyarlóságokról.
1760-ban Breslauba ment, ahol 1761-65 között meglepő módon Szilézia katonai kormányzójának, Tauentzien tábornoknak a titkáraként dolgozott. A munka mellett bohém életet élt. Ám sok időt töltötte filozófiai és esztétikai tanulmányokat olvasva, s itt született meg a Laokoón, vagy a festészet és a költészet határairól című híres értekezése. Szintén Breslauban írta a Minna von Barnhelm című komédiáját is, az első klasszikus német vígjátékot. Azonban mindkét műve mégis Berlinben jelent meg 1766-ban, illetve 1767-ben, ahova az író ismét visszatért. A Laokoón főleg a fiatal generációnál aratott nagy sikert.
1766-ban Berlinben sikertelenül pályázta meg a királyi könyvtár igazgatói állását, így elfogadta a hamburgi kereskedők ajánlatát, s az új, magánalapítású nemzeti színház tanácsadója és kritikusa lett. Itt tartották 1767. szeptember 30-án a Minna von Barnhelm ősbemutatóját. A cél az lett volna, hogy a színházból a nemzeti kultúra intézménye váljon. 1769 húsvétján a színház terve anyagilag illetve a dramaturg Lessig és a két igazgató kompetenciáját érintő viták miatt megfeneklett. Az előadásokról szóló Lessing-beszámolók a Hamburgi dramaturgia című esszékötetben jelentek meg.
1769 szeptemberében Lessing ajánlatot kapott a braunschweigi udvartól, hogy a híres wolfenbütteli hercegi könyvtár állását betöltse, s miután anyagi helyzete rosszabbodott, kénytelen volt elfogadni a könyvtárosi munkát. 1771-ben a „Három arany rózsához” nevű hamburgi páholy tagjává vált. Rosenberg báró, aki a kezese volt, a befogadási szertartás után állítólag így szólt hozzá: „Most megbizonyosodhatsz arról, hogy itt sem a vallás, sem az állam elleni terveket nem találni”. Első évei csak kevéssé mondhatók termékenynek: Emilia Galotti című tragédiáját azonban itt írta (1771-ben jelent meg), emellett 1774-1778 között Hermann Samuel Reimarus hagyatékából megjelentette a Wolfenbütteli töredékek (Fragmente eines Ungenannten)-et, mely később heves vitákhoz vezetett a hamburgi főpásztorral, Johann Melchior Goezevel.
1775-1776-ban Leopold von Braunschweig herceg kíséretében Lipcsébe, Drezdába, és Bécsbe utazott, majd Itáliába (Milánó-Velence-Firenze-Korzika-Genova-Torino-Róma-Nápoly útvonalon) – de a herceg függőségében élő Lessing írásaiban az utazás kevés nyomot hagyott.
1776-ban, visszatérése után feleségül vette az 5 évvel ezelőtt eljegyzett hamburgi kereskedőözvegyet, Eva Königet. A boldogság csak rövid ideig adatott meg a párnak, 1777 decemberében, két héttel fiuk születése után az asszony meghalt.
Lessing újabb ajánlatot kapott: egy Mannheimi Nemzeti Színház terve vetődött fel, de ezt az író a korábbi hamburgi élményei kapcsán elutasította. Wolfenbüttelben, utolsó éveiben mindinkább teológiai kérdések kötötték le. 1778-ban illetve teljességében 1780-ban megjelent a Die Erziehung des Menschengeschlechts, emellett az ortodox hamburgi főpásztor ellen születtek tollából az Anti-Goeze-írások, melyek az ész jogának védelmében szálltak síkra. E vitának a folytatásaként keletkezett 1779-ben a Bölcs Náthán című drámai költemény is.
1780-ban Lessing egészsége látványos gyorsasággal romlott, koncentráció hiányáról, látásának meggyengüléséről, melankóliáról, beteges fáradékonyságról panaszkodott. Az író teljes magányban és szegénységben töltötte utolsó éveit, s 1781. február 15-én egy braunschweigi látogatása alkalmával, 52 esztendősen hunyt el. Halála után közpénzen, a szegények temetőjében kapott helyet.

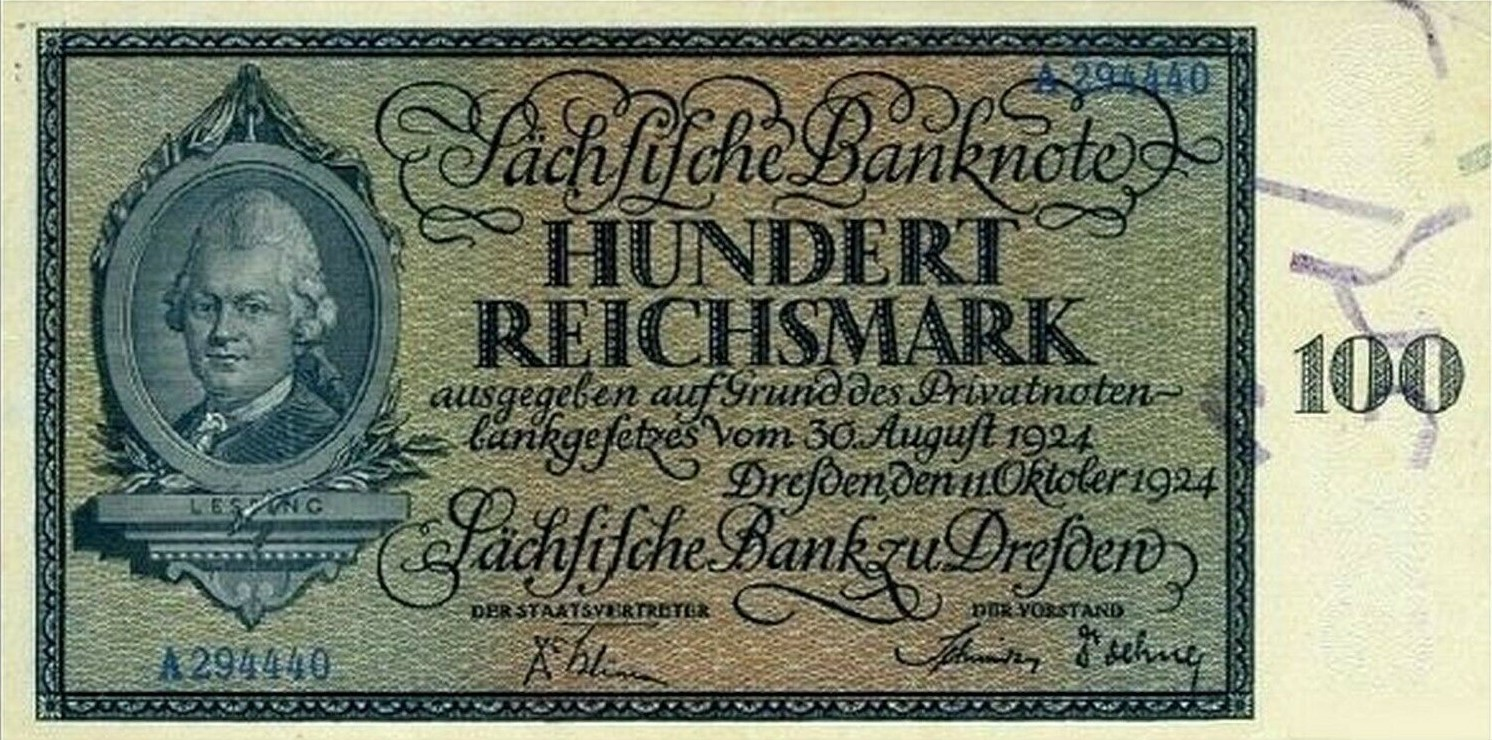
A Sächsische Bank zu Dresden papírpénz kibocsátási privilégiummal rendelkező német kereskedelmi bank 1924-es 100 birodalmi márkás bankjegyének előoldala Gotthold Ephraim Lessing portréjával

## Tevékenysége
- Nevéhez fűződik a modern bibliakritikai racionalizmus körüli vita kirobbantása is. Mint liberális vallásbölcselő, az elindítója volt a deizmus és a panteizmus létjogosultságáról kirobbanó Spinoza-vitának. A racionális bibliakritika mellett foglalt állást.
- Berlinben 1759-65 között Lessing, Friedrich Nicolai, Christian Felix Weiße és Moses Mendelssohn kiadják az új irodalomfelfogásra vonatkozó leveleiket.
- Drámafelfogása a francia klasszicizmussal szemben Shakespeare darabjaira és dramaturgiájára hivatkozottt
- Miss Sara Sampson (1755) és Emilia Galotti (1772) című darabjaival megteremtette a polgári szomorújáték műfaját a német színpadon.

### Színművei
- Miss Sara Sampson (1755, polgári szomorújáték)
- Minna von Barnhelm (1767)
- Emilia Galotti (1772, polgári szomorújáték)
- Bölcs Náthán (Nathan der Weise) (1779)

### Esztétikai művei
- Laokoon oder über die Grenze der Malerei und der Poesie (Laokoón vagy a festészet és a költészet határairól) (1766)
- Hamburgische Dramaturgie (Hamburgi dramaturgia) (1767-1769)
- Die Erziehung des Menschengeschlechts (1780, vallásteoretikai mű)

## Hatása
A drámaelemzés, színházkritika, esztétikai szemlélet terén Kölcsey Ferenc, Bajza József, Vörösmarty Mihály, Gyulai Pál és Péterfy Jenő is elsősorban Lessingtől tanult. 

## Emlékezete
- Lessing tiszteletére Németországban és az NDK-ban különböző Lessing-díjakat alapítottak:
  - az NDK Lessing – díja (Lessing-Preis der DDR)
  - a szabad – és Hansa-város Hamburg Lessing díja (Lessing-Preis der Freien und Hansestadt Hamburg)
  - Szászország önálló szövetségi tartomány Lessing-díja (Lessing-Preis des Freistaates Sachsen)
  - A Kritikáért Lessing – díj (Lessing-Preis für Kritik)
  - A német szabadkőművesek Lessing – díja (Lessing-Ring der deutschen Freimaurer)
  - Lessing fordítói-díj (Lessing-Übersetzerpreis)

## Művei magyarul
- Leszszing: A katona-szerentse. Vígjáték; ford. Ráth Pál; Landerer Ny., Pest, 1792 Online
- Herdernek és Lesszingnek mesélései / Herdernek Paramythionjai; általtette Kazinczy Ferenc / Lesszingnek meséi három könyvben; Aszalay János által; átdolg., kiad. Kazinczy Ferenc; Hummel, Bécs, 1793
- Barnhelmi Minna, vagy A' katona-szerencse. Vígjáték; ford. Kazinczy Ferenc; Egyetemi Ny., Buda, 1834 (Külföldi játékszín) Online
- Galotti Emília. Németből Lessing után Kazinczy Ferencz. Pest, 1830 Online
- Miss Sara Sampson. Szomorújáték; ford. Kazinczy Ferenc; Egyetemi Ny., Buda, 1842 (Külföldi játékszín) Online
- Laokoon, vagy A festészet és költészet határairól; ford., bev. Braun Zsigmond; Franklin, Budapest, 1877 (Olcsó könyvtár)
- Bölcs Náthán. Drámai költemény; ford. Zichy Antal; Franklin, Budapest, 1879
- A kincs. Vígjáték; Lessing után átdolg. Komlóssy Ferenc; Winter Ny., Nagyszombat, 1883 (Ifjúsági színház)
- Galotti Emilia. Szomorújáték; ford. Zoltán Vilmos; Gross, Győr, 1897 (Egyetemes könyvtár)
- Bölcs Náthán; Lessing drámai költeménye után filmre írta Hans Kyser; Szfinksz, Budapest, 1923 (Filmkönyvek)
- Drámák, versek, mesék; ford. Görgey Gábor et al., vál., bev., jegyz. Vajda György Mihály; Európa, Budapest, 1958 (A világirodalom klasszikusai)
- Bölcs Náthán. Drámai költemény; ford. Lator László, utószó, jegyz. Vajda György Mihály; Európa, Budapest, 1958 (Világirodalmi kiskönyvtár)
- Emilia Galotti. Szomorújáték; ford. Németh László; Magyar Rádió és Televízió–Táncsics, Budapest, 1958 (Rádiószínház)
- A fiatal tudós, 1958
- A szabadgondolkodó, 1958
- A zsidók, 1958
- Barnhelmi Minna, 1958
- Laokoón / Hamburgi dramaturgia; ford. Vajda György Mihály, Timár Ilona, sajtó alá rend., bev., jegyz. Vajda György Mihály; Akadémiai, Budapest, 1963 (Az irodalomelmélet klasszikusai)
- Az efezuszi özvegy; ford. Gáli József; in: Hölgykoszorú. Klasszikus német egyfelvonásosok; NPI, Budapest, 1976 (Színjátszók kiskönyvtára)
- Gotthold Ephraim Lessing válogatott esztétikai írásai; vál., utószó Balázs István, ford. Balázs István et al.; Gondolat, Budapest, 1982
- Laokoón / Hamburgi dramaturgia; vál., jegyz. átdolg. Balázs István, ford. Vajda György Mihály; Fekete Sas, Budapest, 1999
- Minna von Barnhelm avagy A katonaszerencse; ford. Kótzián Katalin; Nap, Budapest, 2002
- Szabadkőműves párbeszédek Ernst és Falk; ford., előszó, jegyz. Márton László; Pallas, Budapest, 2008
- Drámák; összeáll., tan., jegyz. Fenyő Ervin; Geopen, Budapest, 2010